# 사모아 주재 외국공관 목록

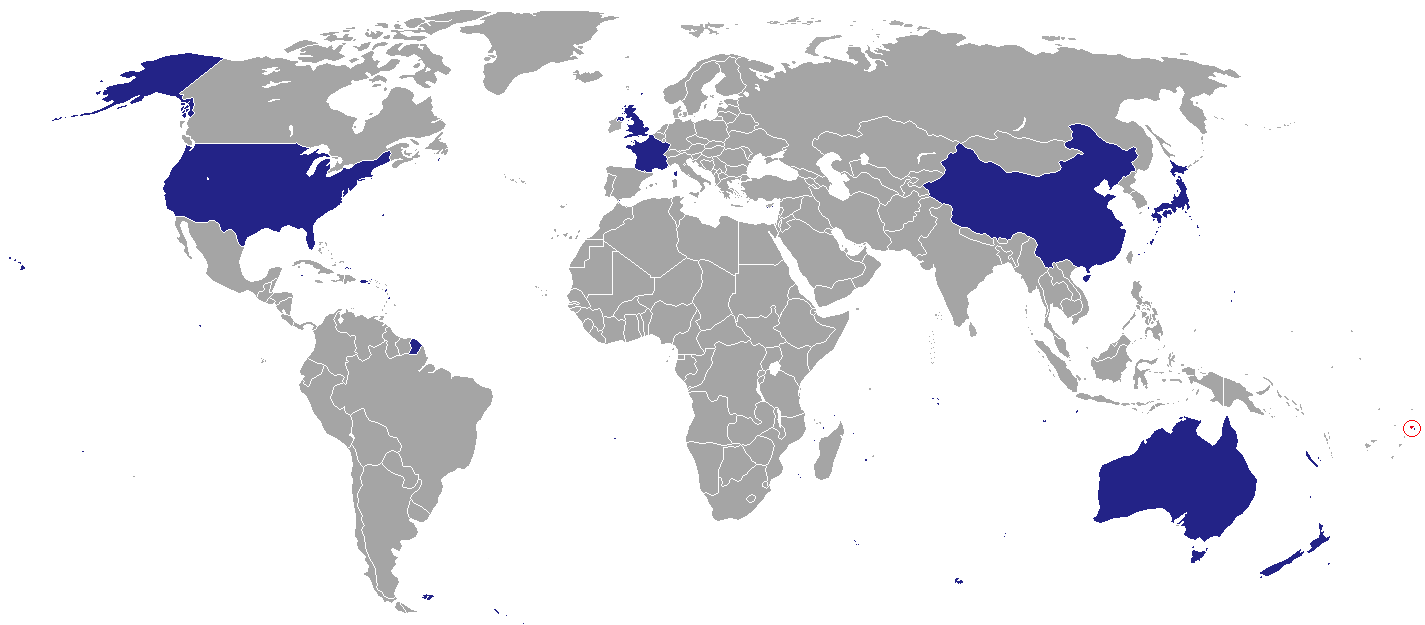
사모아에 설치된 재외공관들. 주로 미국, 중국, 호주, 뉴질랜드만 대사관 및 고등판무관 사무소가 각각 들어옴.

사모아 주재 외국공관 목록은 사모아에 상주하고 있는 외국 공관을 나열하는 목록이다. 사모아에 상주하고 있는 대사관 및 고등판무관의 수는 4개이며 중화인민공화국, 미국, 뉴질랜드, 오스트레일리아 뿐이다. 나머지 비상주 공관은 캔버라, 웰링턴 등 다른 곳에서 겸임하고 있다.

## 대사관/고등판무관 사무소
아피아
| - 오스트레일리아 - 중국 - 일본 - 뉴질랜드 - 미국 - 영국 |

## 대표부
| - 유럽 연합 (사무소) |

## 비상주공관
- 브라질 (웰링턴)
- 덴마크 (캔버라)
- 조지아 (캔버라)
- 인도네시아 (웰링턴)[2]
- 대한민국 (웰링턴)
- 레소토 (도쿄도)
- 말라위 (도쿄도)
- 멕시코 (웰링턴)[3]
- 필리핀 (웰링턴)
- 러시아 (웰링턴)
- 스페인 (웰링턴)
- 튀르키예 (웰링턴)[4]
- 베트남 (웰링턴)

## 같이 보기
- 사모아의 대외 관계
- 사모아의 재외공관 목록